# Elk Ridge (Utah)
Elk Ridge ist eine Stadt im Utah County im Bundesstaat Utah. Sie ist Teil der Metropolregion Provo–Orem. Beim Zensus 2020 hatte die Stadt 4687 Einwohner.

## Geschichte und Geografie
Das Gebiet von Elk Ridge war ursprünglich Teil der Goosenest Ranch am Fuße des Mount Loafer, südöstlich der Städte Salem und Payson.
Nach dem Verkauf der Ranch im Jahr 1970 wurde ein Schotterweg gebaut und die Siedlung „Salem Hills“ gegründet. Das erste Haus wurde 1973 fertiggestellt. Am 22. Dezember 1976 wurde die Siedlung als Town eingemeindet. 1978 erhielt sie den Namen Elk Ridge, benannt nach den Elchherden (engl. elk), die im Winter in der Region leben.
1980 wurde beim ersten offiziellen Zensus eine Bevölkerung von 381 Personen gezählt. Im Jahr 2000 erreichte Elk Ridge den Status einer sogenannten „fifth-class city“ gemäß dem Recht von Utah.
Die Stadt hat laut United States Census Bureau eine Fläche von 7,3 km², die vollständig aus Land besteht.

## Demografie
2020 hatte die Stadt 4687 Einwohner.

### Entwicklung der Einwohnerzahlen
| Jahr | Einwohnerzahl | Veränderung |
| ---- | ------------- | ----------- |
| 1980 | 0381          | –           |
| 1990 | 0771          | +102,4 %    |
| 2000 | 1838          | +138,4 %    |
| 2010 | 2436          | +032,5 %    |
| 2020 | 4687          | +092,4 %    |